# Í
Í (gemenform: í) är den latinska bokstaven I med en akut accent över. Í är en bokstav i de isländska, färöiska, spanska, pinyin, portugisiska, tjeckiska, slovakiska, ungerska, iriska, italienska, katalanska och occitanska alfabetena.